# Form (Algebra)
Die Form (engl. algebraic form) ist ein Begriff aus dem mathematischen Teilgebiet der Algebra, der seit 1782 verwendet wird. Formen sind besondere homogene Polynome.

## Definition
Eine Form ist ein Polynom in zwei oder mehreren Variablen, bei dem jeder Summand den gleichen Grad hat.

## Beispiele und Spezialfälle
- Das Polynom {\displaystyle X^{3}+Y^{3}+Z^{3}+XY^{2}+XYZ} von Grad drei in drei Variablen ist eine Form.
- Ein Polynom in einer Variablen vom Grad eins nennt man Linearform, da diese Polynome als lineare Abbildungen aufgefasst werden können.
- Ein Polynom in zwei Variablen vom Grad eins nennt man Bilinearform. Eine Sesquilinearform, die der Bilinearform sehr ähnlich ist, kann jedoch nicht als Form im Sinne des Artikels verstanden werden.
- Ein Polynom in {\displaystyle n} Variablen vom Grad eins nennt man Multilinearform. Eine besondere Klasse der Multilinearformen sind die Elemente der äußeren Algebra. Diese werden in der Differentialgeometrie zu Differentialformen verallgemeinert.
- Ein Polynom in {\displaystyle n} Variablen vom Grad zwei heißt Quadratische Form. Eine besondere Klasse der quadratischen Formen sind die binären quadratischen Formen. Das sind die Polynome vom Grad zwei in zwei Variablen.